# Igor Newerly

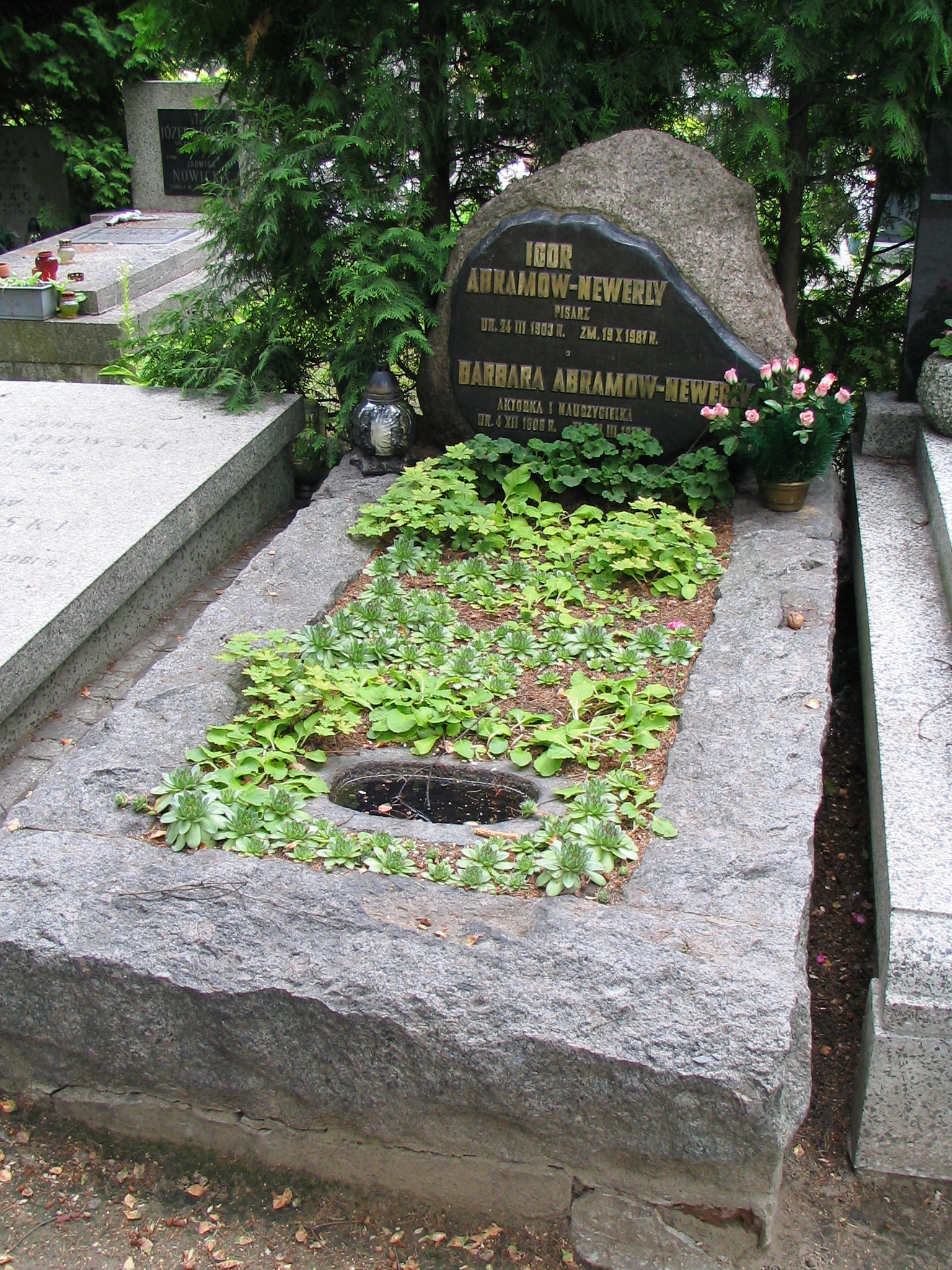
Grób Newerlego i jego żony Barbary na cmentarzu Wojskowym na Powązkach w Warszawie

Igor Newerly, także Igor Abramow, Jerzy Abramow, właśc. Igor Abramow-Newerly (ur. 24 marca 1903 w Zwierzyńcu, zm. 19 października 1987 w Warszawie) – polski pisarz i pedagog.

## Życiorys

### Młodość
Urodzony w rodzinie rosyjsko-polskiej, syn Mikołaja Michajłowicza Abramowa (zm. 1910), kapitana 8. Pułku Estońskiego) i Wiery Teresy z d. Newerly. Jego dziadek Józef Neverly, Czech, był wielkim łowczym cara Mikołaja II. Igor jako dziecko stracił w wypadku prawą nogę. W 1920 ukończył gimnazjum w Symbirsku. Studiował prawo na Uniwersytecie Kijowskim (skąd został relegowany za poglądy) i pedagogikę na Wydziale Nauk Społecznych w Wolnej Wszechnicy Polskiej w Warszawie.
W latach 1918–1921 działał we Wszechzwiązkowym Leninowskim Komunistycznym Związku Młodzieży (Komsomole), z którego wystąpił razem z grupą kolegów. Po założeniu kółka socjaldemokratycznego w Kijowie aresztowany i zesłany do Odessy. Po wydrukowaniu z kolegą ulotki i rozrzuceniu jej przed giełdą pracy w Odessie, skazany administracyjnie na zsyłkę, zbiegł w Kijowie w trakcie etapu z Odessy na Sołowki i przekroczył granicę na Horyniu k. Ostroga, opuszczając nielegalnie ZSRR. Po ucieczce z ZSRR zmienił rosyjskie imię Igor na Jerzy (powrócił do niego po aresztowaniu w czasie okupacji niemieckiej). Od 1925 rozpoczął w Warszawie działalność w postępowym ruchu wychowawczym, nawiązując m.in. kontakt z Januszem Korczakiem. W 1926 został jego sekretarzem. W 1932 przejął od Korczaka redakcję „Małego Przeglądu”, który redagował do 1939. Debiutował w 1932 na łamach prasy jako publicysta, jako Jerzy Abramow.

### II wojna światowa
Z chwilą wybuchu II wojny światowej Newerly przekwalifikował się na szklarza – zatrudniony w Społecznym Przedsiębiorstwie Budowlanym, biegał, pomimo protezy, po piętrach warszawskich kamienic, zastępując wypadłe wskutek bombardowań szyby nowymi. W latach 1940–1942 był kierownikiem młodzieżowych zakładów stolarskich Rady Głównej Opiekuńczej na Żoliborzu. W roku 1942 założył Spółdzielnię Pracy Stolarsko-Zabawkarską. Równocześnie prowadził działalność konspiracyjną, uczestniczył w wytwarzaniu broni dla potrzeb podziemia. Aresztowany przez gestapo w nocy z 8 na 9 stycznia 1943, został osadzony na Pawiaku. Po kilku dniach wywieziono go na Majdanek, gdzie był więziony do likwidacji obozu (1944). Stamtąd trafił do Auschwitz, a w grudniu 1944, po marszu śmierci, do obozu Sachsenhausen-Oranienburg. Stąd został przetransportowany do Bergen-Belsen, gdzie doczekał wyzwolenia obozu przez Anglików (1945). Przez kilka miesięcy mieszkał w „polskim miasteczku” w Bardowick k. Lüneburga, gdzie prowadził warsztat stolarski i brał udział w redagowaniu polskojęzycznej prasy lokalnej. Potem przez wyspę Sylt dotarł do Szczecina, gdzie 28 listopada 1945 zarejestrował się w Państwowym Urzędzie Repatriacyjnym.
W 1945 ponownie podjął działalność społeczno-wychowawczą. Pracował w Robotniczym Towarzystwie Przyjaciół Dzieci, był redaktorem pisma dla młodzieży Świat Przygód. Otrzymał zadanie zorganizowania przy Robotniczym Towarzystwie Przyjaciół Dzieci tzw. Instytutu Produkcji – zakładu, w którym wedle specjalnie pod kątem dziecka opracowanych wzorów wytwarzano zabawki, pomoce szkolne, meble i ubrania. W poszukiwaniu niezbędnych maszyn Newerly jeździł na Ziemie Zachodnie (zdarzało mu się stawać w obronie molestowanych niemieckich kobiet i dzieci). Wedle opublikowanego w „Biuletynie RTPD” (1948) artykułu Newerlego, założony na terenach na północ od linii kolejowej (adres: Felińskiego 1) Instytut Produkcji miał się przekształcić w Instytut Kultury Materialnej Dziecka – placówkę badawczą, dysponującą radą naukową, biblioteką, muzeum i wydającą własne czasopismo. Wkrótce jednak po inauguracji Instytutu Produkcji Newerlego odsunięto od tej pracy, a on, zachęcony sukcesem cyklu słuchowisk radiowych, które pisał nocami po pracy w Instytucie Produkcji, zdecydował się na karierę pisarską.
W roku 1946 Newerly był, wraz z żoną i innymi osobami, założycielem Komitetu Uczczenia Pamięci Janusza Korczaka (później zwanego Komitetem Korczakowskim) – do roku 1966 pełnił w nim funkcję wiceprzewodniczącego.

### Okres przynależności do PZPR
W 1947 wstąpił do Polskiej Partii Socjalistycznej, a po zjednoczeniu tej partii z Polską Partią Robotniczą w roku 1948, został członkiem Polskiej Zjednoczonej Partii Robotniczej, do której należał do roku 1966. W 1952 roku był członkiem egzekutywy POP PZPR przy Zarządzie Głównym Związku Literatów Polskich. Od 1958 był członkiem Zarządu Głównego Towarzystwa Przyjaźni Polsko-Chińskiej.
Rozwinął działalność literacką, odgrywał dużą rolę w życiu i działalności środowiska literackiego, w latach 1952–1954 był z ramienia ZG ZLP Opiekunem Kół Młodych Literatów. Do jego podopiecznych należeli Piotr Guzy, Jan Himilsbach, Marek Hłasko (który napisał o Newerlym wiersz), Włodzimierz Odojewski, Józef Ratajczak. Od 1964 przez dwie kadencje pełnił funkcję prezesa Warszawskiego Oddziału ZLP. W 1964 podpisał list pisarzy polskich, protestujących przeciwko listowi 34, wyrażając protest przeciwko uprawianej na łamach prasy zachodniej oraz na falach dywersyjnej rozgłośni radiowej Wolnej Europy, zorganizowanej kampanii, oczerniającej Polskę Ludową. W połowie lat sześćdziesiątych Newerly zaangażował się w sprawę poprawy warunków bytowych pisarzy i ograniczenie samowoli cenzury, czego owocem był tzw. „Memoriał Newerlego”, zignorowany przez władze. W roku 1966 pisarz wystąpił z PZPR.

### Dorobek
Wielokrotnie występował w obronie pisarzy i działaczy prześladowanych przez władze komunistyczne z powodów politycznych (rotmistrza Witolda Pileckiego, Melchiora Wańkowicza, Stefana Niesiołowskiego i innych działaczy organizacji „Ruch”, Marka Nowakowskiego). W geście pomocy dysydentom prześladowanym przez władze PRL, fikcyjnie zatrudniał Jacka Kuronia jako swego osobistego sekretarza. Ostatnia jego książka Zostało z uczty bogów opisująca dzieciństwo i młodość, a następnie ewolucję światopoglądową na tle szerokiej panoramy wydarzeń, związanych z rewolucją i wojną domową w Rosji, ukazała się już poza oficjalnym obiegiem w paryskim Instytucie Literackim. Na podstawie powieści Pamiątka z Celulozy Jerzy Kawalerowicz zrealizował film fabularny w dwóch częściach, pt. Celuloza (1953) i Pod gwiazdą frygijską (1954). Na podstawie opowiadania powstał film telewizyjny Kasztelanka (1983). Powieści Newerlego zostały przetłumaczone na wiele języków.

### Życie prywatne
Od 14 kwietnia 1931 był żonaty z Barbarą z Jareckich (1908–1973), wychowanką Domu Sierot przy ul. Krochmalnej 92. Była ona nauczycielką śpiewu w szkole RTPD na Żoliborzu i współzałożycielką oraz główną aktorką żoliborskiego teatru dla dzieci „Baj”; po wojnie występowała m.in. w Teatrze Polskiego Radia, zorganizowała też archiwum Janusza Korczaka (obecne Korczakianum). 17 maja 1933 urodził się ich jedyny syn, późniejszy dramaturg i prozaik Jarosław Abramow-Newerly.
Pochowany na cmentarzu Wojskowym na Powązkach w Warszawie (kwatera C 21-7-8).

## Ordery i odznaczenia
- Order Sztandaru Pracy I klasy (15 lipca 1954)[8]
- Krzyż Komandorski z Gwiazdą Orderu Odrodzenia Polski (1982)[9]
- Krzyż Komandorski Orderu Odrodzenia Polski (1959)[10]
- Krzyż Kawalerski Orderu Odrodzenia Polski (22 lipca 1953)[11]
- Srebrny Krzyż Zasługi (20 czerwca 1947)[12]
- Medal 10-lecia Polski Ludowej (19 stycznia 1955)[13]
- Odznaka tytułu honorowego „Zasłużony dla Kultury Narodowej” (1987)[14]
- Tytuł i medal Sprawiedliwy wśród Narodów Świata (26 października 1982)[15][16]

## Nagrody
- 1950 – Państwowa Nagroda Artystyczna III stopnia w dziale literatury za powieść pt. Archipelag ludzi odzyskanych[17]
- 1952 – Nagroda Państwowa I stopnia za powieść pt. Pamiątka z Celulozy[18]
- 1979 – Nagroda I stopnia Prezesa Rady Ministrów

## Twórczość

### Powieści i memuary
- 1948 Chłopiec z Salskich Stepów
- 1950 Archipelag ludzi odzyskanych. Opowieść historyczna z roku 1948[19]
- 1950 Pamiątka z Celulozy[20]
- 1960 Leśne Morze
- 1966 Żywe wiązanie[21]
- 1978 Rozmowa w sadzie piątego sierpnia, Warszawa, Czytelnik[22]
- 1985 Za Opiwardą, za siódmą rzeką…, Warszawa, Czytelnik, ISBN 83-07-01165-5[23].
- 1986 Wzgórze Błękitnego Snu, Warszawa, Czytelnik, ISBN 83-07-01369-0[24].
- 1986 Zostało z uczty bogów, Paryż, Instytut Literacki, ISBN 2-7168-0085-5 (pierwsze wydanie)[25]

### Ekranizacje i scenariusze filmowe
- 1953 – Celuloza
- 1954 – Pod gwiazdą frygijską
- 1957 – Król Maciuś I (scenariusz według powieści Janusza Korczaka Król Maciuś Pierwszy)
- 1983 – Kasztelanka